# Сотомайор, Лоренсо
Лоренсо Колласо Сотомайор (азерб. Lorenzo Kollazo Sotomayor; род. 16 февраля 1985, Гавана) — азербайджанский боксёр кубинского происхождения, чемпион Кубы 2009 года и чемпион Азербайджана 2014 года, победитель Европейских игр 2015 года в Баку. Выступал за Азербайджан на летних Олимпийских играх 2016 года в Рио-де-Жанейро и получил серебряную медаль.

## Биография
Лоренсо Сотомайор родился 16 февраля 1985 года в городе Гавана, на Кубе. Боксом начал заниматься в 2000 году. В 2008 году занял третье место на чемпионате Кубы, а уже в следующем году стал чемпионом страны. В 2011 году занял второе место на первенстве Кубы, а в 2012 году — третье.
Вскоре Сотомайор сменил гражданство, став гражданином Азербайджана. Комментируя свой приезд в Азербайджан, Сотомайор заявил:
Тем не менее, я ни о чем не сожалею. Меня здесь очень хорошо приняли и не дали почувствовать себя чужим. В такой обстановке очень приятно выступать и бороться за победы. В Азербайджане я чувствую себя, как дома.
В 2014 году Лоренсо Сотомайор стал чемпионом Азербайджана, а в 2015 году стал победителем I Европейских игр в Баку. 29 июня Президент Азербайджана Ильхам Алиев подписал распоряжения о награждении победителей первых Европейских игр и лиц, внесших большой вклад в развитие спорта в Азербайджане. Лоренсо Сотомайор за большие достижения на первых Европейских играх и заслуги в развитии спорта в Азербайджане был удостоен ордена «Слава».
Помимо бокса Сотомайор увлекается танцами.
На Олимпиаде 2016 года завоевал серебряную медаль. 1 сентября указом президента Азербайджана был награждён орденом «За службу Отечеству III степени».
На вторых для себя летних Олимпийских играх 2020 в Токио Сотомайор проиграл первый же бой Эскерхану Мадиеву из Грузии. Первые два раунда выиграл Мадиев, а в третьем раунде рефери остановил бой из-за рассечения у Сотомайора и присудил победу грузинскому боксёру.